# 홍지영의 주말엔 12시
홍지영의 주말엔 12시는 TBN 경인교통방송(인천, 경기 FM 100.5MHz, 서해5도 FM 105.5MHz)에서 주말 낮 12시부터 1시 55분까지 방송된 인천, 경기 지역의 라디오 트로트 음악 프로그램이다.

## 프로그램 소개
- 듣기만해도 행복하고 즐거워지는 방송!!! 청취자 홍시들과 함께 놀아보자~ 해피바이러스 뿜뿜 홍디와 함께 주말엔 12시♥

## 코너 소개

### 매일 코너
- 노래왕 홍퀴~(홍디와 퀴즈풀자) - 노래왕이 되고 싶은 홍디와 함께 노래 퀴즈를 풀어보는 시간. 전혀 다른 노래의 음에 가사를 불러 노래 제목을 맞혀본다. 절대 노래 가사에 집중해야 한다~
- 우당탕탕 홍주부의 하루 - 우당탕탕 홍주부의 일상에서 일어날 수 있는 사건, 사고 이야기들을 모아모아 상황극으로 풀어보는 시간 우당탕탕 홍주부에게 오늘은 또 어떤 일이 일어날까요?

## 요일 코너

### 토요일
- 별별앙케이트 : 청취자 홍시들과 함께 다양한 주제에 대한 별별앙케이트를 조사해보는 시간~

### 일요일
- 홍디위키 : 이노래에 이런 사연이?? 노래에 담긴 사연과 이야기를 풀어보는 시간!!